# Astragalus tener
Astragalus tener är en ärtväxtart som beskrevs av Asa Gray. Astragalus tener ingår i släktet vedlar, och familjen ärtväxter.

## Underarter
Arten delas in i följande underarter:
- A. t. ferrisiae
- A. t. tener
- A. t. titi